# Порто Сан Ђорђо (Фермо)
Порто Сан Ђорђо (итал. Porto San Giorgio) насеље је у Италији у округу Фермо, региону Марке.
Према процени из 2011. у насељу је живело 15558 становника. Насеље се налази на надморској висини од 9 м.